# Гарт Сноу
Гарт Сноу (англ. Garth Snow; нар. 28 липня 1969, Вренсам, Массачусетс) — американський хокеїст, що грав на позиції воротаря. Грав за збірну команду США. Брав участь у зимових Олімпійських іграх у Ліллегаммері.
Провів понад триста матчів у Національній хокейній лізі.

## Ігрова кар'єра
Хокейну кар'єру розпочав 1988 року.
«Квебек Нордікс» вибрав Гарта Сноу на драфті НХЛ 1987 року в шостому раунді під 114-м загальним номером. Сноу з 1993 по 1995 рік грав в основному в фарм-клубі «Нордікс» в АХЛ «Корнвол Ейсес». На другий рік перебування в «Корнволі» Сноу посів перше місце серед всіх воротарів ліги за кількістю перемог і перше місце по середній кількості пропущених шайб в плей-оф. У тому ж сезоні він зіграв два матчі за «Квебек» в регулярному чемпіонаті і дебютував у плей-оф. 21 червня 1995, через переїзд команди з Квебека в Денвер, Сноу став гравцем «Колорадо Аваланч».
12 липня 1995 року «Колорадо» обміняв Сноу в «Філадельфію Флайєрс» на право вибору в третьому і шостому раундах драфта 1996 року. У «Філадельфії» Сноу став запасним воротарем після Рона Гекстолла, але в плей-оф 1997 року зумів змістити Гекстолла з позиції першого воротаря. «Флайєрс» з Гартом Сноу в воротах дійшли до фіналу Кубка Стенлі, де поступилися «Детройту» в чотирьох матчах.
4 березня 1998 року «Філадельфія» обміняла Сноу в «Ванкувер Канакс» на воротаря Шона Берка.
10 жовтня 2000 року Гарт Сноу як вільний агент перейшов у «Піттсбург Пінгвінс».
1 липня 2001 року Сноу як вільний агент перейшов у «Нью-Йорк Айлендерс». У «Айлендерс» Сноу був другим воротарем спочатку після Кріса Осгуда, а з 2003 року після Ріка ДіП'єтро.
17 серпня 2004 року на час локауту в НХЛ Сноу підписав контракт з клубом російської Суперліги «СКА» [2].
18 липня 2006 року Гарт Сноу завершив кар'єру гравця і був призначений генеральним менеджером «Нью-Йорк Айлендерс».
Протягом професійної клубної ігрової кар'єри, що тривала 13 років, захищав кольори команд «Квебек Нордікс», «Філадельфія Флаєрс», «Ванкувер Канакс», «Піттсбург Пінгвінс», «Нью-Йорк Айлендерс» та СКА (Санкт-Петербург).
Загалом провів 388 матчі в НХЛ, включаючи 20 ігор плей-оф Кубка Стенлі.
Виступав за збірну США, на головних турнірах світового хокею провів 10 ігор у її складі.

## Кар'єра менеджера
Гарт Сноу став п'ятим генеральним менеджером «Нью-Йорк Айлендерс». Він змінив на цій посаді призначеного трохи більше місяця тому Ніла Сміта. Власник клубу Чарльз Вонг пояснив настільки швидку перестановку різними поглядами на розвиток команди між Смітом з одного боку і штабом, який керував хокейними операціями, і складався з головного тренера Теда Нолана, Гарта Сноу, Браяна Троттьє і Пета Лафонтена з іншого.
6 червня 2007 року власник «Айлендерс» Чарльз Вонг оголосив про викуп решти чотирьох років контракту капітана клубу Олексія Яшина. Після закінчення сезону 2006/07 Вонгу була подана петиція від уболівальників з вимогою викупити контракт Яшина. Гарт Сноу зазначив, що цей викуп дозволить команді придбати гравців на ринку вільних агентів.
15 листопада 2010 року Сноу звільнив головного тренера Скотта Гордона та призначив замість нього Джека Капуано тимчасовим головним тренером після того, як «Айлендерс» провели досить погано 17 ігор сезону 2010/11. 17 січня 2017 року Снов звільнив Капуано і призначив Дуга Вейта тимчасовим головним тренером.

## Статистика

### Клубні виступи
| Сезон        | Клуб                            | Ліга         | Регулярний сезон | Регулярний сезон | Регулярний сезон | Регулярний сезон | Регулярний сезон | Регулярний сезон | Регулярний сезон | Регулярний сезон | Регулярний сезон | Плей-оф | Плей-оф | Плей-оф | Плей-оф | Плей-оф | Плей-оф | Плей-оф | Плей-оф |
| Сезон        | Клуб                            | Ліга         | І                | В                | П                | Н/OT             | Хв               | ПГ               | ІБГ              | ПГГ              | %ВК              | І       | В       | П       | Хв      | ПГ      | ІБГ     | ПГA     | %ВК     |
| ------------ | ------------------------------- | ------------ | ---------------- | ---------------- | ---------------- | ---------------- | ---------------- | ---------------- | ---------------- | ---------------- | ---------------- | ------- | ------- | ------- | ------- | ------- | ------- | ------- | ------- |
| 1988–89      | Університет Мену                | СХА          | 5                | 2                | 2                | 0                | 241              | 14               | 1                | 3.49             |                  | —       | —       | —       | —       | —       | —       | —       | —       |
| 1990–91      | Університет Мену                | СХА          | 25               | 18               | 4                | 0                | 1290             | 64               | 2                | 2.98             |                  | —       | —       | —       | —       | —       | —       | —       | —       |
| 1991–92      | Університет Мену                | СХА          | 31               | 25               | 4                | 0                | 1792             | 73               | 2                | 2.44             |                  | —       | —       | —       | —       | —       | —       | —       | —       |
| 1992–93      | Університет Мену                | СХА          | 23               | 21               | 0                | 1                | 1210             | 42               | 1                | 2.08             |                  | —       | —       | —       | —       | —       | —       | —       | —       |
| 1993–94      | США                             | Intl         | 23               | 13               | 5                | 3                | 1324             | 71               | 1                | 3.22             |                  | —       | —       | —       | —       | —       | —       | —       | —       |
| 1993–94      | «Корнвол Ейсес»                 | АХЛ          | 16               | 6                | 5                | 3                | 927              | 51               | 0                | 3.30             | .891             | 13      | 8       | 5       | 790     | 42      | 0       | 3.19    |         |
| 1993–94      | «Квебек Нордікс»                | НХЛ          | 5                | 3                | 2                | 0                | 279              | 16               | 0                | 3.44             | .874             | —       | —       | —       | —       | —       | —       | —       | —       |
| 1994–95      | «Корнвол Ейсес»                 | АХЛ          | 62               | 32               | 20               | 7                | 3558             | 162              | 3                | 2.73             | .900             | 8       | 4       | 3       | 402     | 14      | 2       | 2.09    |         |
| 1994–95      | «Квебек Нордікс»                | НХЛ          | 2                | 1                | 1                | 0                | 119              | 11               | 0                | 5.55             | .825             | 1       | 0       | 0       | 9       | 1       | 0       | 6.78    | .667    |
| 1995–96      | «Філадельфія Флаєрс»            | НХЛ          | 26               | 12               | 8                | 4                | 1437             | 69               | 0                | 2.88             | .894             | 1       | 0       | 0       | 1       | 0       | 0       | 0.00    | .000    |
| 1996–97      | «Філадельфія Флаєрс»            | НХЛ          | 35               | 14               | 8                | 8                | 1884             | 79               | 2                | 2.52             | .903             | 12      | 8       | 4       | 699     | 33      | 0       | 2.83    | .892    |
| 1997–98      | «Філадельфія Флаєрс»            | НХЛ          | 29               | 14               | 9                | 4                | 1651             | 67               | 1                | 2.43             | .902             | —       | —       | —       | —       | —       | —       | —       | —       |
| 1997–98      | «Ванкувер Канакс»               | НХЛ          | 12               | 3                | 6                | 0                | 504              | 26               | 0                | 3.10             | .901             | —       | —       | —       | —       | —       | —       | —       | —       |
| 1998–99      | «Ванкувер Канакс»               | НХЛ          | 65               | 20               | 31               | 8                | 3501             | 171              | 6                | 2.93             | .900             | —       | —       | —       | —       | —       | —       | —       | —       |
| 1999–00      | «Ванкувер Канакс»               | НХЛ          | 32               | 10               | 15               | 3                | 1712             | 76               | 0                | 2.66             | .902             | —       | —       | —       | —       | —       | —       | —       | —       |
| 2000–01      | «Піттсбург Пінгвінс»            | НХЛ          | 35               | 14               | 15               | 4                | 2032             | 101              | 3                | 2.98             | .900             | —       | —       | —       | —       | —       | —       | —       | —       |
| 2000–01      | «Вілкс-Барре/Скрентон Пінгвінс» | АХЛ          | 3                | 2                | 1                | 0                | 178              | 7                | 0                | 2.36             | .920             | —       | —       | —       | —       | —       | —       | —       | —       |
| 2001–02      | «Нью-Йорк Айлендерс»            | НХЛ          | 25               | 10               | 7                | 2                | 1217             | 55               | 2                | 2.71             | .900             | 1       | 0       | 0       | 26      | 2       | 0       | 4.71    | .895    |
| 2002–03      | «Нью-Йорк Айлендерс»            | НХЛ          | 43               | 16               | 17               | 5                | 2390             | 92               | 1                | 2.31             | .918             | —       | —       | —       | —       | —       | —       | —       | —       |
| 2003–04      | «Нью-Йорк Айлендерс»            | НХЛ          | 39               | 14               | 15               | 5                | 2015             | 94               | 1                | 2.80             | .899             | —       | —       | —       | —       | —       | —       | —       | —       |
| 2004–05      | СКА (Санкт-Петербург)           | Росія        | 16               | —                | —                | —                | —                | —                | 1                | 2.75             | —                | —       | —       | —       | —       | —       | —       | —       | —       |
| 2005–06      | «Нью-Йорк Айлендерс»            | НХЛ          | 20               | 4                | 13               | 1                | 1096             | 68               | 0                | 3.72             | .886             | —       | —       | —       | —       | —       | —       | —       | —       |
| 2005–06      | «Бріджпорт Саунд Тайгерс»       | АХЛ          | 1                | 1                | 0                | 0                | 60               | 1                | 0                | 1.00             | .967             | —       | —       | —       | —       | —       | —       | —       | —       |
| Усього в НХЛ | Усього в НХЛ                    | Усього в НХЛ | 368              | 135              | 147              | 44               | 19,837           | 925              | 16               | 2.80             | .900             | 20      | 9       | 8       | 1039    | 48      | 1       | 2.77    | .896    |

### Збірна
| Рік                | Команда            | Турнір             | І  | В | П | Н | Хв  | ПГ | ІБГ | ПГГ  |
| ------------------ | ------------------ | ------------------ | -- | - | - | - | --- | -- | --- | ---- |
| 1994               | США                | ОІ                 | 5  | 1 | 3 | 1 | 299 | 17 | 0   | 3.41 |
| 1998               | США                | ЧС                 | 5  | 1 | 2 | 1 | 260 | 12 | 0   | 2.77 |
| Національна збірна | Національна збірна | Національна збірна | 10 | 2 | 5 | 2 | 559 | 29 | 0   | 2.90 |